# Arthur N. R. Robinson

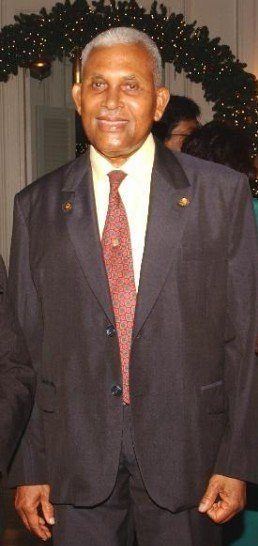
Arthur N. R. Robinson

Arthur Napoleon Raymond Robinson TC (* 16. Dezember 1926 in Calder Hall; † 9. April 2014 in Port of Spain) war ein Politiker aus Trinidad und Tobago. Von 1986 bis 1991 war er Premierminister und von 1997 bis 2003 Präsident seines Heimatlandes.

## Leben

### Frühe Jahre
Robinson studierte Rechtswissenschaften und erwarb einen Bachelor of Laws (LL.B.) der University of London sowie einen Master of Arts (M.A.). Anschließend war er als Rechtsanwalt in Tobago tätig.

### Politik
Robinson war ursprünglich Mitglied der Partei People’s National Movement (PNM) des Premierministers Eric Eustace Williams, deren Schatzmeister er 1956 wurde. Von 1958 bis 1961 war er Mitglied des Bundesparlaments sowie von 1961 bis 1971 und von 1976 bis 1980 Mitglied des Repräsentantenhauses für den Wahlkreis Ost-Tobago. 1961 berief ihn Premierminister Williams zum Finanzminister in seinem Kabinett. 1967 erfolgte seine Ernennung zum Außenminister. Dieses Amt behielt er bis 1970.
Aus Protest gegen die Rassenpolitik von Williams  verließ er die PNM jedoch 1970 und gründete zunächst das Action Committee of Democratic Citizens (ACDC), mit dem er zusammen mit der Oppositionspartei Democratic Labour Party (DLP) 1971 zum ergebnislosen Wahlboykott aufrief. Nach der Wahl gründete Robinson den Democratic Action Congress (DAC), der bei den Wahlen von 1976 und 1981 jeweils die zwei Parlamentssitze für Tobago im Repräsentantenhaus gewann. Von 1971 bis 1986 war er Vorsitzender des DAC. 1980 bis 1986 war er Vorsitzender des Versammlungshauses von Tobago. Vor der Wahl von 1981 bildete er zudem mit der United Labour Front (ULF) von Basdeo Panday, dem Tapia House Movement (THM) unter Lloyd Best sowie der Organisation for National Reconstruction (ONR) von Karl Hudson-Phillips das Oppositionsbündnis National Alliance for Reconstruction (NAR). Dieses Oppositionsbündnis unterlag jedoch bei der Parlamentswahl im November 1981 der PNM unter Premierminister George Michael Chambers. Aus den Kommunalwahlen 1983 ging die NAR jedoch schon als Sieger hervor. 1986 konstituierte sich das Wahlbündnis NAR als Partei. Erster Vorsitzender wurde Robinson (bis 1992). Von 1986 bis 2001 verfügte die NAR im Versammlungshaus der Insel Tobago über die Mehrheit.
Mit Robinson als Spitzenkandidat gewann die NAR die Parlamentswahl im Dezember 1986 mit 66 % der Stimmen und errang 33 von 36 Sitzen; nur 3 Sitze verbleiben der PNM. Am 18. Dezember 1986 wurde Robinson als Nachfolger von George Michael Chambers Premierminister von Trinidad und Tobago.
Bei einem versuchten Staatsstreich von muslimischen Rebellen der „Jamaat al Muslimeen“ unter Bilaall Abdullah 1990 wurden Premierminister Robinson und mehrere Minister sechs Tage mit Waffengewalt im Parlamentsgebäude als Geiseln festgehalten. Bei der Befreiung durch Einheiten der Armee wurde Robinson durch die Geiselnehmer verletzt.
Nach der Parlamentswahl von 1991 verlor die NAR die Mehrheit und am 18. Dezember 1991 wurde Robinson als Premierminister durch den Vorsitzenden der PNM Patrick Manning abgelöst. Am 9. November 1995 berief ihn Premierminister Basdeo Panday zum Minister für Sonderaufgaben und Angelegenheiten von Tobago. In diesem Amt verblieb Robinson bis zu seiner Wahl zum Präsidenten.
1997 kandidierte Robinson für das Amt des Präsidenten der Republik Trinidad und Tobago. Er war nicht nur der erste aktive Politiker, der für dieses Amt kandidierte, sondern auch der erste Präsident, der einen Gegenkandidaten hatte. Am 19. März 1997 wurde er als Nachfolger von Noor Hassanali Präsident. Dieses Amt behielt er bis zu seiner Ablösung durch George Maxwell Richards am 17. März 2003.

### Aktivitäten nach dem Ende der politischen Laufbahn
Am 30. November 2006 wurde er als Nachfolger von Óscar Arias Sánchez zum Mitglied des Direktoriums des Opfertreuhandfonds des Internationalen Strafgerichtshofs (ICC) gewählt. Seine Amtszeit endete im Jahre 2009.
Die letzten Lebensjahre verbrachte Robinson auf dem Familienanwesen in Ellerslie Park. Nach mehrmonatiger Krankheit verstarb er am 9. April 2014 im St. Clair Medical Hospital in Port of Spain an Nierenversagen.

## Auszeichnungen
- Großkreuz des Ordens „El Libertador“ von Venezuela 1990
- Trinity Cross 1997
- Großkreuz des Nationalordens „Vasco Nunez de Balboa“ von Panama 2003
- Ritter des Großkreuzes des Ordens von „Oranien und Nassau“ der Niederlande 2005
- Tobago Medal of Honor 2011[3]
- Ehrenmitglied des World Future Councils

Arthur Robinson erhielt darüber hinaus zahlreiche weitere Auszeichnungen, insbesondere auf dem Gebiet der Rechtswissenschaften, und Ehrendoktortitel. Im Mai 2011 wurde der Flughafen Crown Point auf der Insel Tobago in A. N. R. Robinson International Airport umbenannt.